# 須藤薫
須藤 薫（すどう かおる、1954年5月1日 - 2013年3月3日）は、東京出身の女性歌手である。ポップスシンガーとして活動した後、杉真理とのユニット「須藤薫&杉真理」を結成し、ライブ活動を中心に活動していた。

## プロフィール
獨協大学経済学部経営学科（岡田ゼミ）卒業。大学在学中から歌手活動をはじめ、1979年、CBSソニーから「やさしい都会」（作詞：荒井由実、作曲：筒美京平）でデビュー。
松任谷由実の1980年発表のアルバム「SURF&SNOW」にコーラスで参加し注目される。
1980年代はアメリカンポップスを中心に、大瀧詠一や杉真理などからの楽曲提供やプロデュースを受け、ポップスシンガーとして活動する。
特に1981年の「あなただけI LOVE YOU」（作詞・作曲：大瀧詠一）、1982年「涙のステップ」（テレビ朝日系ドラマ「かぼちゃ物語」）は代表曲である。
1982年から1983年にかけて松任谷由実、杉真理とのジョイントコンサート「Wonderful Moon」を開催。
結婚や出産などの影響もあり1993年に音楽活動を停止するが、Sony Recordsの関係者や杉真理らの働き掛けにより、1998年に杉真理とのユニット「須藤薫&杉真理」という形で音楽活動を再開する。
2013年3月3日午後1時32分、骨髄異形成症候群のため死去。58歳没。

## ディスコグラフィー

### シングル
| 発売日         | 品番        | 面          | タイトル                   | 作詞              | 作曲            | 編曲                       |
| CBS・ソニー    | CBS・ソニー | CBS・ソニー | CBS・ソニー                | CBS・ソニー       | CBS・ソニー     | CBS・ソニー                |
| -------------- | ----------- | ----------- | -------------------------- | ----------------- | --------------- | -------------------------- |
| 1979年10月1日  | 06SH-576    | A           | やさしい都会               | 荒井由実          | 筒美京平        | 戸塚修                     |
| 1979年10月1日  | 06SH-576    | B           | 卒業                       | 竜真知子          | 東郷昌和        | 戸塚修                     |
| 1980年6月21日  | 06SH-755    | A           | LOVE AGAIN                 | 杉真理            | 杉真理          | 松任谷正隆 杉真理          |
| 1980年6月21日  | 06SH-755    | B           | 恋に落ちよう               | 杉真理            | 杉真理          | 松任谷正隆 杉真理          |
| 1980年9月21日  | 07SH-858    | A           | FOOLISH（渚のポストマン）  | 伊達歩            | 杉真理          | 松任谷正隆 杉真理          |
| 1980年9月21日  | 07SH-858    | B           | WOW WOW トレイン           | 杉真理            | 杉真理          | 松任谷正隆 杉真理          |
| 1980年11月21日 | 07SH-902    | A           | THE BLACK HOLE             | 呉田軽穂          | 杉真理          | 松任谷正隆 杉真理          |
| 1980年11月21日 | 07SH-902    | B           | やさしい嘘つき             | 森田由美          | 東郷昌和        | 松任谷正隆 杉真理          |
| 1981年2月25日  | 07SH-931    | A           | 恋のビーチ・ドライバー     | 伊達歩            | 杉真理          | 松任谷正隆                 |
| 1981年2月25日  | 07SH-931    | B           | 悲しみのジュークハウス     | 伊達歩            | 杉真理          | 松任谷正隆                 |
| 1981年7月21日  | 07SH-1025   | A           | 思い出のスクール・ラブ     | 伊達歩            | 杉真理          | 松任谷正隆                 |
| 1981年7月21日  | 07SH-1025   | B           | 花いちめん 夢いっぱい      | 山川啓介          | 杉真理          | 松下誠                     |
| 1981年11月21日 | 07SH-1100   | A           | あなただけI LOVE YOU       | 大瀧詠一          | 大瀧詠一        | 大瀧詠一 松任谷正隆        |
| 1981年11月21日 | 07SH-1100   | B           | 涙のマイ・ボーイ           | 有川正沙子        | 堀口和男        | 松任谷正隆 町支寛二        |
| 1982年4月21日  | 07SH-1143   | A           | 涙のステップ               | 有川正沙子        | 杉真理 堀口和男 | 松任谷正隆 杉真理 堀口和男 |
| 1982年4月21日  | 07SH-1143   | B           | 緑のスタジアム             | 田口俊            | 田口俊          | 松任谷正隆                 |
| 1982年9月22日  | 07SH-1220   | A           | セカンド・ラブ             | 呉田軽穂          | 杉真理          | 松任谷正隆 杉真理          |
| 1982年9月22日  | 07SH-1220   | B           | さよならはエスカレーターで | 呉田軽穂          | 杉真理          | 松任谷正隆 杉真理          |
| 1983年3月21日  | 07SH-1258   | A           | 涙のランデブー             | 田口俊            | 田口俊          | 松任谷正隆                 |
| 1983年3月21日  | 07SH-1258   | B           | 悲しき恋のマンデイ         | 田口俊            | 杉真理          | 松任谷正隆                 |
| 1983年7月5日   | 07SH-1410   | A           | 噂のふたり                 | 有川正沙子        | つのだ☆ひろ     | 松任谷正隆                 |
| 1983年7月5日   | 07SH-1410   | B           | LITTLE SHORT ON LOVE       | 有川正沙子        | 林哲司          | 林哲司                     |
| 1983年11月21日 | 07SH-1503   | A           | 裸足のままで               | 田口俊            | 杉真理          | 松任谷正隆                 |
| 1983年11月21日 | 07SH-1503   | B           | 遥かなる肖像               | 田口俊            | 杉真理          | 松任谷正隆                 |
| ハミングバード |             |             |                            |                   |                 |                            |
| 1989年10月21日 | HPS-7       | 1           | つのる想い                 | 小西康陽          | 篠原太郎        | 小西康陽                   |
| 1989年10月21日 | HPS-7       | 2           | さよならYESTERDAY          | 児島由美          | 児島由美        | 小西康陽                   |
| 1990年5月23日  | HBDL-2041   | 1           | Continue                   | 秋元康            | 林哲司          | 林哲司                     |
| 1990年5月23日  | HBDL-2041   | 2           | ミッドナイトにベイブリッジ | 秋元康            | 林哲司          | 林哲司                     |
| 1991年11月21日 | HBDL-1005   | 1           | 南の島からメリークリスマス | 安藤政廣 岩沢二弓 | 今井忍          | 京田誠一 小西康陽          |
| 1991年11月21日 | HBDL-1005   | 2           | サイレントナイト           |                   |                 |                            |
| ファンハウス   |             |             |                            |                   |                 |                            |
| 1993年6月10日  | FHDF-1280   | 1           | 小さな奇跡                 | 田口俊            | 大河明日香      | 重実徹                     |
| 1993年6月10日  | FHDF-1280   | 2           | With You                   | 田口俊            | 大河明日香      | 重実徹                     |

### アルバム

#### オリジナルアルバム
| 発売日                               | レーベル                  | 規格           | 規格品番   | アルバム | 備考                  |
| ------------------------------------ | ------------------------- | -------------- | ---------- | --- | --------------------- |
| 1980年4月17日                        | CBSソニー                 | LP             | 27AH-1001  | Chef's Special 1. FOOLISH (渚のポストマン) - 作詞：伊達歩／作曲：杉真理／編曲：松任谷正隆／コーラスアレンジ：杉真理 2. LOVE AGAIN - 作詞・作曲：杉真理／編曲：松任谷正隆／コーラスアレンジ：杉真理 3. 恋に落ちよう - 作詞・作曲：杉真理／編曲：松任谷正隆／コーラスアレンジ：杉真理 4. なにげなく二人 - 作詞：来生えつこ／作曲：来生たかお／編曲：松任谷正隆／コーラスアレンジ：杉真理 5. あなただけI LOVE YOU - 作詞・作曲・編曲：大瀧詠一／ストリングスアレンジ：松任谷正隆 6. WOW WOW トレイン - 作詞・作曲：杉真理／編曲：松任谷正隆／コーラスアレンジ：杉真理 7. やさしい嘘つき - 作詞：森田由美／作曲：東郷昌和／編曲：松任谷正隆／コーラスアレンジ：杉真理 8. 涙のメモワール - 作詞：来生えつこ／作曲：来生たかお／編曲：松任谷正隆／コーラスアレンジ：杉真理 9. HELLO SADNESS - 作詞・作曲：戸塚省三／編曲：飛澤宏元・松任谷正隆／コーラスアレンジ：東郷昌和 10. SUMMER DREAM - 作詞・作曲：戸塚省三／編曲：飛澤宏元／コーラスアレンジ：東郷昌和 11. やさしい都会 - 作詞：荒井由実／作曲：筒美京平／編曲：戸塚修 12. 卒業 - 作詞：竜真知子／作曲：東郷昌和／編曲：戸塚修 13. THE BLACKHOLE - 作詞：呉田軽穂／作曲：杉真理／編曲：松任谷正隆／コーラスアレンジ：杉真理 14. LOVE AGAIN (Live Version) - 作詞・作曲：杉真理／編曲：杉真理 & Chili Dogs |                       |
| 1980年4月17日                        | CBSソニー                 | CT             | 27KH-1275  | Chef's Special 1. FOOLISH (渚のポストマン) - 作詞：伊達歩／作曲：杉真理／編曲：松任谷正隆／コーラスアレンジ：杉真理 2. LOVE AGAIN - 作詞・作曲：杉真理／編曲：松任谷正隆／コーラスアレンジ：杉真理 3. 恋に落ちよう - 作詞・作曲：杉真理／編曲：松任谷正隆／コーラスアレンジ：杉真理 4. なにげなく二人 - 作詞：来生えつこ／作曲：来生たかお／編曲：松任谷正隆／コーラスアレンジ：杉真理 5. あなただけI LOVE YOU - 作詞・作曲・編曲：大瀧詠一／ストリングスアレンジ：松任谷正隆 6. WOW WOW トレイン - 作詞・作曲：杉真理／編曲：松任谷正隆／コーラスアレンジ：杉真理 7. やさしい嘘つき - 作詞：森田由美／作曲：東郷昌和／編曲：松任谷正隆／コーラスアレンジ：杉真理 8. 涙のメモワール - 作詞：来生えつこ／作曲：来生たかお／編曲：松任谷正隆／コーラスアレンジ：杉真理 9. HELLO SADNESS - 作詞・作曲：戸塚省三／編曲：飛澤宏元・松任谷正隆／コーラスアレンジ：東郷昌和 10. SUMMER DREAM - 作詞・作曲：戸塚省三／編曲：飛澤宏元／コーラスアレンジ：東郷昌和 11. やさしい都会 - 作詞：荒井由実／作曲：筒美京平／編曲：戸塚修 12. 卒業 - 作詞：竜真知子／作曲：東郷昌和／編曲：戸塚修 13. THE BLACKHOLE - 作詞：呉田軽穂／作曲：杉真理／編曲：松任谷正隆／コーラスアレンジ：杉真理 14. LOVE AGAIN (Live Version) - 作詞・作曲：杉真理／編曲：杉真理 & Chili Dogs |                       |
| 1988年4月1日                         | CBSソニー                 | CD             | 32DH-5011  | Chef's Special 1. FOOLISH (渚のポストマン) - 作詞：伊達歩／作曲：杉真理／編曲：松任谷正隆／コーラスアレンジ：杉真理 2. LOVE AGAIN - 作詞・作曲：杉真理／編曲：松任谷正隆／コーラスアレンジ：杉真理 3. 恋に落ちよう - 作詞・作曲：杉真理／編曲：松任谷正隆／コーラスアレンジ：杉真理 4. なにげなく二人 - 作詞：来生えつこ／作曲：来生たかお／編曲：松任谷正隆／コーラスアレンジ：杉真理 5. あなただけI LOVE YOU - 作詞・作曲・編曲：大瀧詠一／ストリングスアレンジ：松任谷正隆 6. WOW WOW トレイン - 作詞・作曲：杉真理／編曲：松任谷正隆／コーラスアレンジ：杉真理 7. やさしい嘘つき - 作詞：森田由美／作曲：東郷昌和／編曲：松任谷正隆／コーラスアレンジ：杉真理 8. 涙のメモワール - 作詞：来生えつこ／作曲：来生たかお／編曲：松任谷正隆／コーラスアレンジ：杉真理 9. HELLO SADNESS - 作詞・作曲：戸塚省三／編曲：飛澤宏元・松任谷正隆／コーラスアレンジ：東郷昌和 10. SUMMER DREAM - 作詞・作曲：戸塚省三／編曲：飛澤宏元／コーラスアレンジ：東郷昌和 11. やさしい都会 - 作詞：荒井由実／作曲：筒美京平／編曲：戸塚修 12. 卒業 - 作詞：竜真知子／作曲：東郷昌和／編曲：戸塚修 13. THE BLACKHOLE - 作詞：呉田軽穂／作曲：杉真理／編曲：松任谷正隆／コーラスアレンジ：杉真理 14. LOVE AGAIN (Live Version) - 作詞・作曲：杉真理／編曲：杉真理 & Chili Dogs |                       |
| 1991年5月15日                        | CBSソニー                 | CD             | SRCL-1834  | Chef's Special 1. FOOLISH (渚のポストマン) - 作詞：伊達歩／作曲：杉真理／編曲：松任谷正隆／コーラスアレンジ：杉真理 2. LOVE AGAIN - 作詞・作曲：杉真理／編曲：松任谷正隆／コーラスアレンジ：杉真理 3. 恋に落ちよう - 作詞・作曲：杉真理／編曲：松任谷正隆／コーラスアレンジ：杉真理 4. なにげなく二人 - 作詞：来生えつこ／作曲：来生たかお／編曲：松任谷正隆／コーラスアレンジ：杉真理 5. あなただけI LOVE YOU - 作詞・作曲・編曲：大瀧詠一／ストリングスアレンジ：松任谷正隆 6. WOW WOW トレイン - 作詞・作曲：杉真理／編曲：松任谷正隆／コーラスアレンジ：杉真理 7. やさしい嘘つき - 作詞：森田由美／作曲：東郷昌和／編曲：松任谷正隆／コーラスアレンジ：杉真理 8. 涙のメモワール - 作詞：来生えつこ／作曲：来生たかお／編曲：松任谷正隆／コーラスアレンジ：杉真理 9. HELLO SADNESS - 作詞・作曲：戸塚省三／編曲：飛澤宏元・松任谷正隆／コーラスアレンジ：東郷昌和 10. SUMMER DREAM - 作詞・作曲：戸塚省三／編曲：飛澤宏元／コーラスアレンジ：東郷昌和 11. やさしい都会 - 作詞：荒井由実／作曲：筒美京平／編曲：戸塚修 12. 卒業 - 作詞：竜真知子／作曲：東郷昌和／編曲：戸塚修 13. THE BLACKHOLE - 作詞：呉田軽穂／作曲：杉真理／編曲：松任谷正隆／コーラスアレンジ：杉真理 14. LOVE AGAIN (Live Version) - 作詞・作曲：杉真理／編曲：杉真理 & Chili Dogs |                       |
| 2007年8月22日                        | GT music                  | CD（紙ジャケ） | MHCL-1139  | Chef's Special 1. FOOLISH (渚のポストマン) - 作詞：伊達歩／作曲：杉真理／編曲：松任谷正隆／コーラスアレンジ：杉真理 2. LOVE AGAIN - 作詞・作曲：杉真理／編曲：松任谷正隆／コーラスアレンジ：杉真理 3. 恋に落ちよう - 作詞・作曲：杉真理／編曲：松任谷正隆／コーラスアレンジ：杉真理 4. なにげなく二人 - 作詞：来生えつこ／作曲：来生たかお／編曲：松任谷正隆／コーラスアレンジ：杉真理 5. あなただけI LOVE YOU - 作詞・作曲・編曲：大瀧詠一／ストリングスアレンジ：松任谷正隆 6. WOW WOW トレイン - 作詞・作曲：杉真理／編曲：松任谷正隆／コーラスアレンジ：杉真理 7. やさしい嘘つき - 作詞：森田由美／作曲：東郷昌和／編曲：松任谷正隆／コーラスアレンジ：杉真理 8. 涙のメモワール - 作詞：来生えつこ／作曲：来生たかお／編曲：松任谷正隆／コーラスアレンジ：杉真理 9. HELLO SADNESS - 作詞・作曲：戸塚省三／編曲：飛澤宏元・松任谷正隆／コーラスアレンジ：東郷昌和 10. SUMMER DREAM - 作詞・作曲：戸塚省三／編曲：飛澤宏元／コーラスアレンジ：東郷昌和 11. やさしい都会 - 作詞：荒井由実／作曲：筒美京平／編曲：戸塚修 12. 卒業 - 作詞：竜真知子／作曲：東郷昌和／編曲：戸塚修 13. THE BLACKHOLE - 作詞：呉田軽穂／作曲：杉真理／編曲：松任谷正隆／コーラスアレンジ：杉真理 14. LOVE AGAIN (Live Version) - 作詞・作曲：杉真理／編曲：杉真理 & Chili Dogs | ボーナストラック入    |
|                                      |                           |                |            | |                       |
| 1981年7月21日                        | CBSソニー                 | LP             | 28AH-1288  | Paradise Tour 1. 思い出のスクール・ラブ - 作詞：伊達歩／作曲：杉真理／編曲：松任谷正隆 2. 恋のダイビング - 作詞：有川正沙子／作曲：堀口和男／編曲：松任谷正隆／コーラスアレンジ：町支寛二 3. 素敵なステディ - 作詞：有川正沙子／作曲：杉真理／編曲：松任谷正隆／コーラスアレンジ：杉真理 4. シークレット・ラブ - 作詞：杉真理／作曲：杉真理／編曲：松任谷正隆／コーラスアレンジ：杉真理 5. 涙のマイ・ボーイ - 作詞：有川正沙子／作曲：堀口和男／編曲：松任谷正隆／コーラスアレンジ：町支寛二 6. 最後の夏休み - 作詞：山川啓介／作曲：久我潔／編曲：松任谷正隆 7. 悲しみのジューク・ハウス - 作詞：伊達歩／作曲：杉真理／編曲：松任谷正隆 8. サムシング・サムバディ - 作詞・作曲：金森隆／編曲：松下誠 9. 花いちめん夢いっぱい - 作詞：山川啓介／作曲：杉真理／編曲：松下誠 10. 24トゥデイ - 作詞・作曲：戸塚省三／編曲：松下誠 11. 恋のビーチ・ドライバー - 作詞：伊達歩／作曲：杉真理／編曲：松任谷正隆 12. 花いちめん夢いっぱい (Alternate Version) - 作詞：山川啓介／作曲：杉真理／編曲：松任谷正隆 13. ボーイ・ハント (Where The Boys Are) (Live Version) - 作詞：Howard Greenfield／日本語詞：奥山靉／作曲：Neil Sedaka／編曲：杉真理 & Chili Dogs |                       |
| 1981年7月21日                        | CBSソニー                 | CT             | 28KH-1009  | Paradise Tour 1. 思い出のスクール・ラブ - 作詞：伊達歩／作曲：杉真理／編曲：松任谷正隆 2. 恋のダイビング - 作詞：有川正沙子／作曲：堀口和男／編曲：松任谷正隆／コーラスアレンジ：町支寛二 3. 素敵なステディ - 作詞：有川正沙子／作曲：杉真理／編曲：松任谷正隆／コーラスアレンジ：杉真理 4. シークレット・ラブ - 作詞：杉真理／作曲：杉真理／編曲：松任谷正隆／コーラスアレンジ：杉真理 5. 涙のマイ・ボーイ - 作詞：有川正沙子／作曲：堀口和男／編曲：松任谷正隆／コーラスアレンジ：町支寛二 6. 最後の夏休み - 作詞：山川啓介／作曲：久我潔／編曲：松任谷正隆 7. 悲しみのジューク・ハウス - 作詞：伊達歩／作曲：杉真理／編曲：松任谷正隆 8. サムシング・サムバディ - 作詞・作曲：金森隆／編曲：松下誠 9. 花いちめん夢いっぱい - 作詞：山川啓介／作曲：杉真理／編曲：松下誠 10. 24トゥデイ - 作詞・作曲：戸塚省三／編曲：松下誠 11. 恋のビーチ・ドライバー - 作詞：伊達歩／作曲：杉真理／編曲：松任谷正隆 12. 花いちめん夢いっぱい (Alternate Version) - 作詞：山川啓介／作曲：杉真理／編曲：松任谷正隆 13. ボーイ・ハント (Where The Boys Are) (Live Version) - 作詞：Howard Greenfield／日本語詞：奥山靉／作曲：Neil Sedaka／編曲：杉真理 & Chili Dogs |                       |
| 1991年9月15日                        | CBSソニー                 | CD             | SRCL-2050  | Paradise Tour 1. 思い出のスクール・ラブ - 作詞：伊達歩／作曲：杉真理／編曲：松任谷正隆 2. 恋のダイビング - 作詞：有川正沙子／作曲：堀口和男／編曲：松任谷正隆／コーラスアレンジ：町支寛二 3. 素敵なステディ - 作詞：有川正沙子／作曲：杉真理／編曲：松任谷正隆／コーラスアレンジ：杉真理 4. シークレット・ラブ - 作詞：杉真理／作曲：杉真理／編曲：松任谷正隆／コーラスアレンジ：杉真理 5. 涙のマイ・ボーイ - 作詞：有川正沙子／作曲：堀口和男／編曲：松任谷正隆／コーラスアレンジ：町支寛二 6. 最後の夏休み - 作詞：山川啓介／作曲：久我潔／編曲：松任谷正隆 7. 悲しみのジューク・ハウス - 作詞：伊達歩／作曲：杉真理／編曲：松任谷正隆 8. サムシング・サムバディ - 作詞・作曲：金森隆／編曲：松下誠 9. 花いちめん夢いっぱい - 作詞：山川啓介／作曲：杉真理／編曲：松下誠 10. 24トゥデイ - 作詞・作曲：戸塚省三／編曲：松下誠 11. 恋のビーチ・ドライバー - 作詞：伊達歩／作曲：杉真理／編曲：松任谷正隆 12. 花いちめん夢いっぱい (Alternate Version) - 作詞：山川啓介／作曲：杉真理／編曲：松任谷正隆 13. ボーイ・ハント (Where The Boys Are) (Live Version) - 作詞：Howard Greenfield／日本語詞：奥山靉／作曲：Neil Sedaka／編曲：杉真理 & Chili Dogs |                       |
| 2007年8月22日                        | GT music                  | CD（紙ジャケ） | MHCL-1140  | Paradise Tour 1. 思い出のスクール・ラブ - 作詞：伊達歩／作曲：杉真理／編曲：松任谷正隆 2. 恋のダイビング - 作詞：有川正沙子／作曲：堀口和男／編曲：松任谷正隆／コーラスアレンジ：町支寛二 3. 素敵なステディ - 作詞：有川正沙子／作曲：杉真理／編曲：松任谷正隆／コーラスアレンジ：杉真理 4. シークレット・ラブ - 作詞：杉真理／作曲：杉真理／編曲：松任谷正隆／コーラスアレンジ：杉真理 5. 涙のマイ・ボーイ - 作詞：有川正沙子／作曲：堀口和男／編曲：松任谷正隆／コーラスアレンジ：町支寛二 6. 最後の夏休み - 作詞：山川啓介／作曲：久我潔／編曲：松任谷正隆 7. 悲しみのジューク・ハウス - 作詞：伊達歩／作曲：杉真理／編曲：松任谷正隆 8. サムシング・サムバディ - 作詞・作曲：金森隆／編曲：松下誠 9. 花いちめん夢いっぱい - 作詞：山川啓介／作曲：杉真理／編曲：松下誠 10. 24トゥデイ - 作詞・作曲：戸塚省三／編曲：松下誠 11. 恋のビーチ・ドライバー - 作詞：伊達歩／作曲：杉真理／編曲：松任谷正隆 12. 花いちめん夢いっぱい (Alternate Version) - 作詞：山川啓介／作曲：杉真理／編曲：松任谷正隆 13. ボーイ・ハント (Where The Boys Are) (Live Version) - 作詞：Howard Greenfield／日本語詞：奥山靉／作曲：Neil Sedaka／編曲：杉真理 & Chili Dogs | ボーナストラック入    |
|                                      |                           |                |            | |                       |
| 1982年4月21日                        | CBSソニー                 | LP             | 28AH-1416  | Amazing Toys 1. 恋の最終列車 - 作詞・作曲：杉真理／編曲：松任谷正隆・杉真理 2. さよならはエスカレーターで - 作詞：呉田軽穂／作曲：杉真理／編曲：松任谷正隆／コーラスアレンジ：杉真理 3. この恋に夢中 - 作詞：有川正沙子／作曲：杉真理／編曲：松任谷正隆／コーラスアレンジ：杉真理 4. 涙のステップ - 作詞：有川正沙子／作曲：杉真理・堀口和男／編曲：松任谷正隆／コーラスアレンジ：杉真理・堀口和男 5. 1950 TEAR-DROPS CALENDAR - 作詞：伊達歩／作曲：杉真理／編曲：松任谷正隆／コーラスアレンジ：杉真理 6. RAINY DAY HELLO - 作詞・作曲：杉真理／編曲：松任谷正隆・杉真理 7. PRETENDER - 作詞：有川正沙子／作曲・編曲：松任谷正隆 8. さみしいハートにSING A RING - 作詞：有川正沙子／作曲・編曲：林哲司 9. 恋の雨音 - 作詞：伊達歩／作曲・編曲：林哲司 10. DIARY - 作詞：有川正沙子／作曲：東郷昌和／編曲：松任谷正隆 11. 緑のスタジアム - 作詞・作曲：田口俊／編曲：松任谷正隆 12. LITTLE BIRTHDAY - 作詞：来生えつこ／作曲：来生たかお／編曲：松任谷正隆 13. セカンド・ラブ - 作詞：呉田軽穂／作曲：杉真理／編曲：松任谷正隆・杉真理 14. RAINY DAY HELLO (Live Version) Duet with 村田和人 - 作詞・作曲：杉真理／編曲：杉真理 & THE DREAMERS 15. 恋の最終列車 (Live Version) Duet with 杉真理 - 作詞・作曲：杉真理／編曲：杉真理 & THE DREAMERS 16. この恋に夢中 (Live Version) - 作詞：有川正沙子／作曲：杉真理／編曲：杉真理 & Chili Dogs 17. 涙のステップ (Live Version) - 作詞：有川正沙子／作曲：杉真理・堀口和男／編曲：杉真理 & LONELY HEARTS CLUB BAND | オリコン最高順位 77位 |
| 1982年4月21日                        | CBSソニー                 | CT             | 28KH-1132  | Amazing Toys 1. 恋の最終列車 - 作詞・作曲：杉真理／編曲：松任谷正隆・杉真理 2. さよならはエスカレーターで - 作詞：呉田軽穂／作曲：杉真理／編曲：松任谷正隆／コーラスアレンジ：杉真理 3. この恋に夢中 - 作詞：有川正沙子／作曲：杉真理／編曲：松任谷正隆／コーラスアレンジ：杉真理 4. 涙のステップ - 作詞：有川正沙子／作曲：杉真理・堀口和男／編曲：松任谷正隆／コーラスアレンジ：杉真理・堀口和男 5. 1950 TEAR-DROPS CALENDAR - 作詞：伊達歩／作曲：杉真理／編曲：松任谷正隆／コーラスアレンジ：杉真理 6. RAINY DAY HELLO - 作詞・作曲：杉真理／編曲：松任谷正隆・杉真理 7. PRETENDER - 作詞：有川正沙子／作曲・編曲：松任谷正隆 8. さみしいハートにSING A RING - 作詞：有川正沙子／作曲・編曲：林哲司 9. 恋の雨音 - 作詞：伊達歩／作曲・編曲：林哲司 10. DIARY - 作詞：有川正沙子／作曲：東郷昌和／編曲：松任谷正隆 11. 緑のスタジアム - 作詞・作曲：田口俊／編曲：松任谷正隆 12. LITTLE BIRTHDAY - 作詞：来生えつこ／作曲：来生たかお／編曲：松任谷正隆 13. セカンド・ラブ - 作詞：呉田軽穂／作曲：杉真理／編曲：松任谷正隆・杉真理 14. RAINY DAY HELLO (Live Version) Duet with 村田和人 - 作詞・作曲：杉真理／編曲：杉真理 & THE DREAMERS 15. 恋の最終列車 (Live Version) Duet with 杉真理 - 作詞・作曲：杉真理／編曲：杉真理 & THE DREAMERS 16. この恋に夢中 (Live Version) - 作詞：有川正沙子／作曲：杉真理／編曲：杉真理 & Chili Dogs 17. 涙のステップ (Live Version) - 作詞：有川正沙子／作曲：杉真理・堀口和男／編曲：杉真理 & LONELY HEARTS CLUB BAND |                       |
| 1988年4月1日                         | CBSソニー                 | CD             | 32DH-5013  | Amazing Toys 1. 恋の最終列車 - 作詞・作曲：杉真理／編曲：松任谷正隆・杉真理 2. さよならはエスカレーターで - 作詞：呉田軽穂／作曲：杉真理／編曲：松任谷正隆／コーラスアレンジ：杉真理 3. この恋に夢中 - 作詞：有川正沙子／作曲：杉真理／編曲：松任谷正隆／コーラスアレンジ：杉真理 4. 涙のステップ - 作詞：有川正沙子／作曲：杉真理・堀口和男／編曲：松任谷正隆／コーラスアレンジ：杉真理・堀口和男 5. 1950 TEAR-DROPS CALENDAR - 作詞：伊達歩／作曲：杉真理／編曲：松任谷正隆／コーラスアレンジ：杉真理 6. RAINY DAY HELLO - 作詞・作曲：杉真理／編曲：松任谷正隆・杉真理 7. PRETENDER - 作詞：有川正沙子／作曲・編曲：松任谷正隆 8. さみしいハートにSING A RING - 作詞：有川正沙子／作曲・編曲：林哲司 9. 恋の雨音 - 作詞：伊達歩／作曲・編曲：林哲司 10. DIARY - 作詞：有川正沙子／作曲：東郷昌和／編曲：松任谷正隆 11. 緑のスタジアム - 作詞・作曲：田口俊／編曲：松任谷正隆 12. LITTLE BIRTHDAY - 作詞：来生えつこ／作曲：来生たかお／編曲：松任谷正隆 13. セカンド・ラブ - 作詞：呉田軽穂／作曲：杉真理／編曲：松任谷正隆・杉真理 14. RAINY DAY HELLO (Live Version) Duet with 村田和人 - 作詞・作曲：杉真理／編曲：杉真理 & THE DREAMERS 15. 恋の最終列車 (Live Version) Duet with 杉真理 - 作詞・作曲：杉真理／編曲：杉真理 & THE DREAMERS 16. この恋に夢中 (Live Version) - 作詞：有川正沙子／作曲：杉真理／編曲：杉真理 & Chili Dogs 17. 涙のステップ (Live Version) - 作詞：有川正沙子／作曲：杉真理・堀口和男／編曲：杉真理 & LONELY HEARTS CLUB BAND |                       |
| 2005年9月21日                        | GT music                  | CD             | MHCL-646   | Amazing Toys 1. 恋の最終列車 - 作詞・作曲：杉真理／編曲：松任谷正隆・杉真理 2. さよならはエスカレーターで - 作詞：呉田軽穂／作曲：杉真理／編曲：松任谷正隆／コーラスアレンジ：杉真理 3. この恋に夢中 - 作詞：有川正沙子／作曲：杉真理／編曲：松任谷正隆／コーラスアレンジ：杉真理 4. 涙のステップ - 作詞：有川正沙子／作曲：杉真理・堀口和男／編曲：松任谷正隆／コーラスアレンジ：杉真理・堀口和男 5. 1950 TEAR-DROPS CALENDAR - 作詞：伊達歩／作曲：杉真理／編曲：松任谷正隆／コーラスアレンジ：杉真理 6. RAINY DAY HELLO - 作詞・作曲：杉真理／編曲：松任谷正隆・杉真理 7. PRETENDER - 作詞：有川正沙子／作曲・編曲：松任谷正隆 8. さみしいハートにSING A RING - 作詞：有川正沙子／作曲・編曲：林哲司 9. 恋の雨音 - 作詞：伊達歩／作曲・編曲：林哲司 10. DIARY - 作詞：有川正沙子／作曲：東郷昌和／編曲：松任谷正隆 11. 緑のスタジアム - 作詞・作曲：田口俊／編曲：松任谷正隆 12. LITTLE BIRTHDAY - 作詞：来生えつこ／作曲：来生たかお／編曲：松任谷正隆 13. セカンド・ラブ - 作詞：呉田軽穂／作曲：杉真理／編曲：松任谷正隆・杉真理 14. RAINY DAY HELLO (Live Version) Duet with 村田和人 - 作詞・作曲：杉真理／編曲：杉真理 & THE DREAMERS 15. 恋の最終列車 (Live Version) Duet with 杉真理 - 作詞・作曲：杉真理／編曲：杉真理 & THE DREAMERS 16. この恋に夢中 (Live Version) - 作詞：有川正沙子／作曲：杉真理／編曲：杉真理 & Chili Dogs 17. 涙のステップ (Live Version) - 作詞：有川正沙子／作曲：杉真理・堀口和男／編曲：杉真理 & LONELY HEARTS CLUB BAND |                       |
| 2007年8月22日                        | GT music                  | CD（紙ジャケ） | MHCL-1141  | Amazing Toys 1. 恋の最終列車 - 作詞・作曲：杉真理／編曲：松任谷正隆・杉真理 2. さよならはエスカレーターで - 作詞：呉田軽穂／作曲：杉真理／編曲：松任谷正隆／コーラスアレンジ：杉真理 3. この恋に夢中 - 作詞：有川正沙子／作曲：杉真理／編曲：松任谷正隆／コーラスアレンジ：杉真理 4. 涙のステップ - 作詞：有川正沙子／作曲：杉真理・堀口和男／編曲：松任谷正隆／コーラスアレンジ：杉真理・堀口和男 5. 1950 TEAR-DROPS CALENDAR - 作詞：伊達歩／作曲：杉真理／編曲：松任谷正隆／コーラスアレンジ：杉真理 6. RAINY DAY HELLO - 作詞・作曲：杉真理／編曲：松任谷正隆・杉真理 7. PRETENDER - 作詞：有川正沙子／作曲・編曲：松任谷正隆 8. さみしいハートにSING A RING - 作詞：有川正沙子／作曲・編曲：林哲司 9. 恋の雨音 - 作詞：伊達歩／作曲・編曲：林哲司 10. DIARY - 作詞：有川正沙子／作曲：東郷昌和／編曲：松任谷正隆 11. 緑のスタジアム - 作詞・作曲：田口俊／編曲：松任谷正隆 12. LITTLE BIRTHDAY - 作詞：来生えつこ／作曲：来生たかお／編曲：松任谷正隆 13. セカンド・ラブ - 作詞：呉田軽穂／作曲：杉真理／編曲：松任谷正隆・杉真理 14. RAINY DAY HELLO (Live Version) Duet with 村田和人 - 作詞・作曲：杉真理／編曲：杉真理 & THE DREAMERS 15. 恋の最終列車 (Live Version) Duet with 杉真理 - 作詞・作曲：杉真理／編曲：杉真理 & THE DREAMERS 16. この恋に夢中 (Live Version) - 作詞：有川正沙子／作曲：杉真理／編曲：杉真理 & Chili Dogs 17. 涙のステップ (Live Version) - 作詞：有川正沙子／作曲：杉真理・堀口和男／編曲：杉真理 & LONELY HEARTS CLUB BAND | ボーナストラック入    |
|                                      |                           |                |            | |                       |
| 1983年3月21日                        | CBSソニー                 | LP             | 28AH-1510  | Planetarium 1. I LOVE YOU - 作詞：田口俊／作曲：杉真理／編曲：松任谷正隆 2. フロントガラス越しに - 作詞：田口俊／作曲：杉真理／編曲：松任谷正隆 3. 雨の遊園地 - 作詞：田口俊／作曲：杉真理／編曲：松任谷正隆 4. スコール・シティ - 作詞：田口俊／作曲：杉真理／編曲：松任谷正隆 5. いつかこの都会で - 作詞：田口俊／作曲：杉真理／編曲：松任谷正隆／コーラスアレンジ：杉真理 6. 悲しき恋のマンデイ - 作詞：田口俊／作曲：杉真理／編曲：松任谷正隆 7. パーク - 作詞：田口俊／作曲：杉真理／編曲：松任谷正隆 8. 涙のランデブー - 作詞・作曲：田口俊／編曲：松任谷正隆 9. エイミーの卒業 - 作詞：田口俊／作曲：杉真理／編曲：松任谷正隆 10. 恋のプリズナー - 作詞：田口俊／作曲：杉真理／編曲：松任谷正隆／コーラスアレンジ：杉真理 11. 心の中のプラネタリウム - 作詞：田口俊／作曲：杉真理／編曲：松任谷正隆 12. フロントガラス越しに (Live Version) - 作詞：田口俊／作曲：杉真理／編曲：杉真理 & Chili Dogs 13. 悲しき恋のマンディ (Live Version) - 作詞：田口俊／作曲：杉真理／編曲：杉真理 & Chili Dogs 14. 見上げてごらん夜の星を 〜 心の中のプラネタリウム (Live Version) - 作詞：永六輔／作曲：いずみたく - 作詞：田口俊／作曲：杉真理／編曲：杉真理 & Chili Dogs | オリコン最高順位 48位 |
| 1983年3月21日                        | CBSソニー                 | CT             | 28KH-1276  | Planetarium 1. I LOVE YOU - 作詞：田口俊／作曲：杉真理／編曲：松任谷正隆 2. フロントガラス越しに - 作詞：田口俊／作曲：杉真理／編曲：松任谷正隆 3. 雨の遊園地 - 作詞：田口俊／作曲：杉真理／編曲：松任谷正隆 4. スコール・シティ - 作詞：田口俊／作曲：杉真理／編曲：松任谷正隆 5. いつかこの都会で - 作詞：田口俊／作曲：杉真理／編曲：松任谷正隆／コーラスアレンジ：杉真理 6. 悲しき恋のマンデイ - 作詞：田口俊／作曲：杉真理／編曲：松任谷正隆 7. パーク - 作詞：田口俊／作曲：杉真理／編曲：松任谷正隆 8. 涙のランデブー - 作詞・作曲：田口俊／編曲：松任谷正隆 9. エイミーの卒業 - 作詞：田口俊／作曲：杉真理／編曲：松任谷正隆 10. 恋のプリズナー - 作詞：田口俊／作曲：杉真理／編曲：松任谷正隆／コーラスアレンジ：杉真理 11. 心の中のプラネタリウム - 作詞：田口俊／作曲：杉真理／編曲：松任谷正隆 12. フロントガラス越しに (Live Version) - 作詞：田口俊／作曲：杉真理／編曲：杉真理 & Chili Dogs 13. 悲しき恋のマンディ (Live Version) - 作詞：田口俊／作曲：杉真理／編曲：杉真理 & Chili Dogs 14. 見上げてごらん夜の星を 〜 心の中のプラネタリウム (Live Version) - 作詞：永六輔／作曲：いずみたく - 作詞：田口俊／作曲：杉真理／編曲：杉真理 & Chili Dogs |                       |
| 1988年4月1日                         | CBSソニー                 | CD             | 32DH-5014  | Planetarium 1. I LOVE YOU - 作詞：田口俊／作曲：杉真理／編曲：松任谷正隆 2. フロントガラス越しに - 作詞：田口俊／作曲：杉真理／編曲：松任谷正隆 3. 雨の遊園地 - 作詞：田口俊／作曲：杉真理／編曲：松任谷正隆 4. スコール・シティ - 作詞：田口俊／作曲：杉真理／編曲：松任谷正隆 5. いつかこの都会で - 作詞：田口俊／作曲：杉真理／編曲：松任谷正隆／コーラスアレンジ：杉真理 6. 悲しき恋のマンデイ - 作詞：田口俊／作曲：杉真理／編曲：松任谷正隆 7. パーク - 作詞：田口俊／作曲：杉真理／編曲：松任谷正隆 8. 涙のランデブー - 作詞・作曲：田口俊／編曲：松任谷正隆 9. エイミーの卒業 - 作詞：田口俊／作曲：杉真理／編曲：松任谷正隆 10. 恋のプリズナー - 作詞：田口俊／作曲：杉真理／編曲：松任谷正隆／コーラスアレンジ：杉真理 11. 心の中のプラネタリウム - 作詞：田口俊／作曲：杉真理／編曲：松任谷正隆 12. フロントガラス越しに (Live Version) - 作詞：田口俊／作曲：杉真理／編曲：杉真理 & Chili Dogs 13. 悲しき恋のマンディ (Live Version) - 作詞：田口俊／作曲：杉真理／編曲：杉真理 & Chili Dogs 14. 見上げてごらん夜の星を 〜 心の中のプラネタリウム (Live Version) - 作詞：永六輔／作曲：いずみたく - 作詞：田口俊／作曲：杉真理／編曲：杉真理 & Chili Dogs |                       |
| 1990年10月15日                       | CBSソニー                 | CD             | CSCL-1295  | Planetarium 1. I LOVE YOU - 作詞：田口俊／作曲：杉真理／編曲：松任谷正隆 2. フロントガラス越しに - 作詞：田口俊／作曲：杉真理／編曲：松任谷正隆 3. 雨の遊園地 - 作詞：田口俊／作曲：杉真理／編曲：松任谷正隆 4. スコール・シティ - 作詞：田口俊／作曲：杉真理／編曲：松任谷正隆 5. いつかこの都会で - 作詞：田口俊／作曲：杉真理／編曲：松任谷正隆／コーラスアレンジ：杉真理 6. 悲しき恋のマンデイ - 作詞：田口俊／作曲：杉真理／編曲：松任谷正隆 7. パーク - 作詞：田口俊／作曲：杉真理／編曲：松任谷正隆 8. 涙のランデブー - 作詞・作曲：田口俊／編曲：松任谷正隆 9. エイミーの卒業 - 作詞：田口俊／作曲：杉真理／編曲：松任谷正隆 10. 恋のプリズナー - 作詞：田口俊／作曲：杉真理／編曲：松任谷正隆／コーラスアレンジ：杉真理 11. 心の中のプラネタリウム - 作詞：田口俊／作曲：杉真理／編曲：松任谷正隆 12. フロントガラス越しに (Live Version) - 作詞：田口俊／作曲：杉真理／編曲：杉真理 & Chili Dogs 13. 悲しき恋のマンディ (Live Version) - 作詞：田口俊／作曲：杉真理／編曲：杉真理 & Chili Dogs 14. 見上げてごらん夜の星を 〜 心の中のプラネタリウム (Live Version) - 作詞：永六輔／作曲：いずみたく - 作詞：田口俊／作曲：杉真理／編曲：杉真理 & Chili Dogs |                       |
| 2007年8月22日                        | GT music                  | CD（紙ジャケ） | MHCL-1142  | Planetarium 1. I LOVE YOU - 作詞：田口俊／作曲：杉真理／編曲：松任谷正隆 2. フロントガラス越しに - 作詞：田口俊／作曲：杉真理／編曲：松任谷正隆 3. 雨の遊園地 - 作詞：田口俊／作曲：杉真理／編曲：松任谷正隆 4. スコール・シティ - 作詞：田口俊／作曲：杉真理／編曲：松任谷正隆 5. いつかこの都会で - 作詞：田口俊／作曲：杉真理／編曲：松任谷正隆／コーラスアレンジ：杉真理 6. 悲しき恋のマンデイ - 作詞：田口俊／作曲：杉真理／編曲：松任谷正隆 7. パーク - 作詞：田口俊／作曲：杉真理／編曲：松任谷正隆 8. 涙のランデブー - 作詞・作曲：田口俊／編曲：松任谷正隆 9. エイミーの卒業 - 作詞：田口俊／作曲：杉真理／編曲：松任谷正隆 10. 恋のプリズナー - 作詞：田口俊／作曲：杉真理／編曲：松任谷正隆／コーラスアレンジ：杉真理 11. 心の中のプラネタリウム - 作詞：田口俊／作曲：杉真理／編曲：松任谷正隆 12. フロントガラス越しに (Live Version) - 作詞：田口俊／作曲：杉真理／編曲：杉真理 & Chili Dogs 13. 悲しき恋のマンディ (Live Version) - 作詞：田口俊／作曲：杉真理／編曲：杉真理 & Chili Dogs 14. 見上げてごらん夜の星を 〜 心の中のプラネタリウム (Live Version) - 作詞：永六輔／作曲：いずみたく - 作詞：田口俊／作曲：杉真理／編曲：杉真理 & Chili Dogs | ボーナストラック入    |
|                                      |                           |                |            | |                       |
| 1983年11月21日                       | CBSソニー                 | LP             | 28AH-1581  | Drops 1. 真夜中の主人公 - 作詞：田口俊／作曲：滝沢洋一／編曲：松任谷正隆 2. クリスマスの扉 - 作詞：田口俊／作曲：杉真理／編曲：松任谷正隆 3. 日曜日の御趣味は？ - 作詞：田口俊／作曲：杉真理／編曲：松任谷正隆／コーラスアレンジ：町支寛二 4. I'M SORRY - 作詞：田口俊／作曲：杉真理／編曲：松任谷正隆 5. 幸せの場所 - 作詞：田口俊／作曲：来生たかお／編曲：松任谷正隆 6. 噂のふたり Duet with つのだ☆ひろ - 作詞：有川正沙子／作曲：つのだ☆ひろ／編曲：松任谷正隆 7. 昼下がりの誘惑 - 作詞：有川正沙子／作曲：松尾清憲／編曲：松任谷正隆／コーラスアレンジ：町支寛二 8. 心の背景 - 作詞：有川正沙子／作曲：東郷昌和／編曲：松任谷正隆 9. LITTLE SHORT ON LOVE - 作詞：有川正沙子／作曲・編曲：林哲司 10. 雨の中の噴水 - 作詞：田口俊／作曲・編曲：林哲司 11. 裸足のままで - 作詞：田口俊／作曲：杉真理／編曲：松任谷正隆 12. 遥かなる肖像 - 作詞：田口俊／作曲：杉真理／編曲：松任谷正隆 13. REMEMBER - 作詞：有川正沙子／作曲：杉真理／編曲：松任谷正隆 14. I'M SORRY (Live Version) - 作詞：田口俊／作曲：杉真理／編曲：杉真理 & Chili Dogs 15. LITTLE SHORT ON LOVE (Live Version) - 作詞：有川正沙子／作曲：林哲司／編曲：杉真理 & THE DREAMERS | オリコン最高順位 49位 |
| 1983年11月21日                       | CBSソニー                 | CT             | 28KH-1370  | Drops 1. 真夜中の主人公 - 作詞：田口俊／作曲：滝沢洋一／編曲：松任谷正隆 2. クリスマスの扉 - 作詞：田口俊／作曲：杉真理／編曲：松任谷正隆 3. 日曜日の御趣味は？ - 作詞：田口俊／作曲：杉真理／編曲：松任谷正隆／コーラスアレンジ：町支寛二 4. I'M SORRY - 作詞：田口俊／作曲：杉真理／編曲：松任谷正隆 5. 幸せの場所 - 作詞：田口俊／作曲：来生たかお／編曲：松任谷正隆 6. 噂のふたり Duet with つのだ☆ひろ - 作詞：有川正沙子／作曲：つのだ☆ひろ／編曲：松任谷正隆 7. 昼下がりの誘惑 - 作詞：有川正沙子／作曲：松尾清憲／編曲：松任谷正隆／コーラスアレンジ：町支寛二 8. 心の背景 - 作詞：有川正沙子／作曲：東郷昌和／編曲：松任谷正隆 9. LITTLE SHORT ON LOVE - 作詞：有川正沙子／作曲・編曲：林哲司 10. 雨の中の噴水 - 作詞：田口俊／作曲・編曲：林哲司 11. 裸足のままで - 作詞：田口俊／作曲：杉真理／編曲：松任谷正隆 12. 遥かなる肖像 - 作詞：田口俊／作曲：杉真理／編曲：松任谷正隆 13. REMEMBER - 作詞：有川正沙子／作曲：杉真理／編曲：松任谷正隆 14. I'M SORRY (Live Version) - 作詞：田口俊／作曲：杉真理／編曲：杉真理 & Chili Dogs 15. LITTLE SHORT ON LOVE (Live Version) - 作詞：有川正沙子／作曲：林哲司／編曲：杉真理 & THE DREAMERS |                       |
| 1988年4月1日                         | CBSソニー                 | CD             | 32DH 5015  | Drops 1. 真夜中の主人公 - 作詞：田口俊／作曲：滝沢洋一／編曲：松任谷正隆 2. クリスマスの扉 - 作詞：田口俊／作曲：杉真理／編曲：松任谷正隆 3. 日曜日の御趣味は？ - 作詞：田口俊／作曲：杉真理／編曲：松任谷正隆／コーラスアレンジ：町支寛二 4. I'M SORRY - 作詞：田口俊／作曲：杉真理／編曲：松任谷正隆 5. 幸せの場所 - 作詞：田口俊／作曲：来生たかお／編曲：松任谷正隆 6. 噂のふたり Duet with つのだ☆ひろ - 作詞：有川正沙子／作曲：つのだ☆ひろ／編曲：松任谷正隆 7. 昼下がりの誘惑 - 作詞：有川正沙子／作曲：松尾清憲／編曲：松任谷正隆／コーラスアレンジ：町支寛二 8. 心の背景 - 作詞：有川正沙子／作曲：東郷昌和／編曲：松任谷正隆 9. LITTLE SHORT ON LOVE - 作詞：有川正沙子／作曲・編曲：林哲司 10. 雨の中の噴水 - 作詞：田口俊／作曲・編曲：林哲司 11. 裸足のままで - 作詞：田口俊／作曲：杉真理／編曲：松任谷正隆 12. 遥かなる肖像 - 作詞：田口俊／作曲：杉真理／編曲：松任谷正隆 13. REMEMBER - 作詞：有川正沙子／作曲：杉真理／編曲：松任谷正隆 14. I'M SORRY (Live Version) - 作詞：田口俊／作曲：杉真理／編曲：杉真理 & Chili Dogs 15. LITTLE SHORT ON LOVE (Live Version) - 作詞：有川正沙子／作曲：林哲司／編曲：杉真理 & THE DREAMERS |                       |
| 1991年9月15日                        | CBSソニー                 | CD             | SRCL-2052  | Drops 1. 真夜中の主人公 - 作詞：田口俊／作曲：滝沢洋一／編曲：松任谷正隆 2. クリスマスの扉 - 作詞：田口俊／作曲：杉真理／編曲：松任谷正隆 3. 日曜日の御趣味は？ - 作詞：田口俊／作曲：杉真理／編曲：松任谷正隆／コーラスアレンジ：町支寛二 4. I'M SORRY - 作詞：田口俊／作曲：杉真理／編曲：松任谷正隆 5. 幸せの場所 - 作詞：田口俊／作曲：来生たかお／編曲：松任谷正隆 6. 噂のふたり Duet with つのだ☆ひろ - 作詞：有川正沙子／作曲：つのだ☆ひろ／編曲：松任谷正隆 7. 昼下がりの誘惑 - 作詞：有川正沙子／作曲：松尾清憲／編曲：松任谷正隆／コーラスアレンジ：町支寛二 8. 心の背景 - 作詞：有川正沙子／作曲：東郷昌和／編曲：松任谷正隆 9. LITTLE SHORT ON LOVE - 作詞：有川正沙子／作曲・編曲：林哲司 10. 雨の中の噴水 - 作詞：田口俊／作曲・編曲：林哲司 11. 裸足のままで - 作詞：田口俊／作曲：杉真理／編曲：松任谷正隆 12. 遥かなる肖像 - 作詞：田口俊／作曲：杉真理／編曲：松任谷正隆 13. REMEMBER - 作詞：有川正沙子／作曲：杉真理／編曲：松任谷正隆 14. I'M SORRY (Live Version) - 作詞：田口俊／作曲：杉真理／編曲：杉真理 & Chili Dogs 15. LITTLE SHORT ON LOVE (Live Version) - 作詞：有川正沙子／作曲：林哲司／編曲：杉真理 & THE DREAMERS |                       |
| 2007年8月22日                        | GT music                  | CD（紙ジャケ） | MHCL-1143  | Drops 1. 真夜中の主人公 - 作詞：田口俊／作曲：滝沢洋一／編曲：松任谷正隆 2. クリスマスの扉 - 作詞：田口俊／作曲：杉真理／編曲：松任谷正隆 3. 日曜日の御趣味は？ - 作詞：田口俊／作曲：杉真理／編曲：松任谷正隆／コーラスアレンジ：町支寛二 4. I'M SORRY - 作詞：田口俊／作曲：杉真理／編曲：松任谷正隆 5. 幸せの場所 - 作詞：田口俊／作曲：来生たかお／編曲：松任谷正隆 6. 噂のふたり Duet with つのだ☆ひろ - 作詞：有川正沙子／作曲：つのだ☆ひろ／編曲：松任谷正隆 7. 昼下がりの誘惑 - 作詞：有川正沙子／作曲：松尾清憲／編曲：松任谷正隆／コーラスアレンジ：町支寛二 8. 心の背景 - 作詞：有川正沙子／作曲：東郷昌和／編曲：松任谷正隆 9. LITTLE SHORT ON LOVE - 作詞：有川正沙子／作曲・編曲：林哲司 10. 雨の中の噴水 - 作詞：田口俊／作曲・編曲：林哲司 11. 裸足のままで - 作詞：田口俊／作曲：杉真理／編曲：松任谷正隆 12. 遥かなる肖像 - 作詞：田口俊／作曲：杉真理／編曲：松任谷正隆 13. REMEMBER - 作詞：有川正沙子／作曲：杉真理／編曲：松任谷正隆 14. I'M SORRY (Live Version) - 作詞：田口俊／作曲：杉真理／編曲：杉真理 & Chili Dogs 15. LITTLE SHORT ON LOVE (Live Version) - 作詞：有川正沙子／作曲：林哲司／編曲：杉真理 & THE DREAMERS | ボーナストラック入    |
|                                      |                           |                |            | |                       |
| 1987年2月26日                        | CBSソニー                 | LP             | 28AH-2148  | Hello Again 1. Hello Again - 作詞・：杉真理／編曲：京田誠一 2. 再会のエアライン - 作詞：神沢礼江／作曲：嶋田陽一／編曲：京田誠一 3. 坂道はパール色 - 作詞：わたせせいぞう／作曲：浜田啓造／編曲：水谷公生／コーラスアレンジ：桐ケ谷俊博 4. 街角のアントワネット - 作詞：細田博子／作曲：嶋田陽一／編曲：京田誠一・嶋田陽一 5. ドロップ・ハンドル - 作詞：田口俊／作曲：浜田啓造／編曲：水谷公生／コーラスアレンジ：小室和之 6. 同い年の恋 - 作詞：田口俊／作曲：杉真理／編曲：京田誠一／コーラスアレンジ：桐ケ谷俊博 7. サヨナラは5月の吹雪 - 作詞：神沢礼江／作曲：嶋田陽一／編曲：京田誠一／コーラスアレンジ：桐ケ谷俊博 8. Daddy Long Legs - 作詞：細田博子／作曲：木村聡／編曲：水谷公生／コーラスアレンジ：桐ケ谷俊博 9. 無言のメッセージ - 作詞：田口俊／作曲：山澤宣幸／編曲：水谷公生／コーラスアレンジ：小室和之 10. Sweet Little Heartache - 作詞：神沢礼江／作曲：嶋田陽一／編曲：京田誠一 11. 美しい暦 - 作詞：細田博子／作曲：須藤薫／編曲：京田誠一／コーラスアレンジ：桐ケ谷俊博 12. 同い年の恋 (Live Version) - 作詞：田口俊／作曲：杉真理／編曲：杉真理 & THE DREAMERS 13. 坂道はパール色 (Live Version) - 作詞：わたせせいぞう／作曲：浜田啓造／編曲：杉真理 & Chili Dogs 14. Hello Again (Live Version) - 作詞・作曲：杉真理／編曲：杉真理 & Chili Dogs | オリコン最高順位 41位 |
| 1987年2月26日                        | CBSソニー                 | CD             | 32DH-621   | Hello Again 1. Hello Again - 作詞・：杉真理／編曲：京田誠一 2. 再会のエアライン - 作詞：神沢礼江／作曲：嶋田陽一／編曲：京田誠一 3. 坂道はパール色 - 作詞：わたせせいぞう／作曲：浜田啓造／編曲：水谷公生／コーラスアレンジ：桐ケ谷俊博 4. 街角のアントワネット - 作詞：細田博子／作曲：嶋田陽一／編曲：京田誠一・嶋田陽一 5. ドロップ・ハンドル - 作詞：田口俊／作曲：浜田啓造／編曲：水谷公生／コーラスアレンジ：小室和之 6. 同い年の恋 - 作詞：田口俊／作曲：杉真理／編曲：京田誠一／コーラスアレンジ：桐ケ谷俊博 7. サヨナラは5月の吹雪 - 作詞：神沢礼江／作曲：嶋田陽一／編曲：京田誠一／コーラスアレンジ：桐ケ谷俊博 8. Daddy Long Legs - 作詞：細田博子／作曲：木村聡／編曲：水谷公生／コーラスアレンジ：桐ケ谷俊博 9. 無言のメッセージ - 作詞：田口俊／作曲：山澤宣幸／編曲：水谷公生／コーラスアレンジ：小室和之 10. Sweet Little Heartache - 作詞：神沢礼江／作曲：嶋田陽一／編曲：京田誠一 11. 美しい暦 - 作詞：細田博子／作曲：須藤薫／編曲：京田誠一／コーラスアレンジ：桐ケ谷俊博 12. 同い年の恋 (Live Version) - 作詞：田口俊／作曲：杉真理／編曲：杉真理 & THE DREAMERS 13. 坂道はパール色 (Live Version) - 作詞：わたせせいぞう／作曲：浜田啓造／編曲：杉真理 & Chili Dogs 14. Hello Again (Live Version) - 作詞・作曲：杉真理／編曲：杉真理 & Chili Dogs |                       |
| 1987年2月26日                        | CBSソニー                 | CT             | 28KH-2096  | Hello Again 1. Hello Again - 作詞・：杉真理／編曲：京田誠一 2. 再会のエアライン - 作詞：神沢礼江／作曲：嶋田陽一／編曲：京田誠一 3. 坂道はパール色 - 作詞：わたせせいぞう／作曲：浜田啓造／編曲：水谷公生／コーラスアレンジ：桐ケ谷俊博 4. 街角のアントワネット - 作詞：細田博子／作曲：嶋田陽一／編曲：京田誠一・嶋田陽一 5. ドロップ・ハンドル - 作詞：田口俊／作曲：浜田啓造／編曲：水谷公生／コーラスアレンジ：小室和之 6. 同い年の恋 - 作詞：田口俊／作曲：杉真理／編曲：京田誠一／コーラスアレンジ：桐ケ谷俊博 7. サヨナラは5月の吹雪 - 作詞：神沢礼江／作曲：嶋田陽一／編曲：京田誠一／コーラスアレンジ：桐ケ谷俊博 8. Daddy Long Legs - 作詞：細田博子／作曲：木村聡／編曲：水谷公生／コーラスアレンジ：桐ケ谷俊博 9. 無言のメッセージ - 作詞：田口俊／作曲：山澤宣幸／編曲：水谷公生／コーラスアレンジ：小室和之 10. Sweet Little Heartache - 作詞：神沢礼江／作曲：嶋田陽一／編曲：京田誠一 11. 美しい暦 - 作詞：細田博子／作曲：須藤薫／編曲：京田誠一／コーラスアレンジ：桐ケ谷俊博 12. 同い年の恋 (Live Version) - 作詞：田口俊／作曲：杉真理／編曲：杉真理 & THE DREAMERS 13. 坂道はパール色 (Live Version) - 作詞：わたせせいぞう／作曲：浜田啓造／編曲：杉真理 & Chili Dogs 14. Hello Again (Live Version) - 作詞・作曲：杉真理／編曲：杉真理 & Chili Dogs |                       |
| 2008年3月19日                        | GT music                  | CD（紙ジャケ） | MHCL-1290  | Hello Again 1. Hello Again - 作詞・：杉真理／編曲：京田誠一 2. 再会のエアライン - 作詞：神沢礼江／作曲：嶋田陽一／編曲：京田誠一 3. 坂道はパール色 - 作詞：わたせせいぞう／作曲：浜田啓造／編曲：水谷公生／コーラスアレンジ：桐ケ谷俊博 4. 街角のアントワネット - 作詞：細田博子／作曲：嶋田陽一／編曲：京田誠一・嶋田陽一 5. ドロップ・ハンドル - 作詞：田口俊／作曲：浜田啓造／編曲：水谷公生／コーラスアレンジ：小室和之 6. 同い年の恋 - 作詞：田口俊／作曲：杉真理／編曲：京田誠一／コーラスアレンジ：桐ケ谷俊博 7. サヨナラは5月の吹雪 - 作詞：神沢礼江／作曲：嶋田陽一／編曲：京田誠一／コーラスアレンジ：桐ケ谷俊博 8. Daddy Long Legs - 作詞：細田博子／作曲：木村聡／編曲：水谷公生／コーラスアレンジ：桐ケ谷俊博 9. 無言のメッセージ - 作詞：田口俊／作曲：山澤宣幸／編曲：水谷公生／コーラスアレンジ：小室和之 10. Sweet Little Heartache - 作詞：神沢礼江／作曲：嶋田陽一／編曲：京田誠一 11. 美しい暦 - 作詞：細田博子／作曲：須藤薫／編曲：京田誠一／コーラスアレンジ：桐ケ谷俊博 12. 同い年の恋 (Live Version) - 作詞：田口俊／作曲：杉真理／編曲：杉真理 & THE DREAMERS 13. 坂道はパール色 (Live Version) - 作詞：わたせせいぞう／作曲：浜田啓造／編曲：杉真理 & Chili Dogs 14. Hello Again (Live Version) - 作詞・作曲：杉真理／編曲：杉真理 & Chili Dogs | ボーナストラック入    |
|                                      |                           |                |            | |                       |
| 1988年4月1日                         | CBSソニー                 | LP             | 28AH-5017  | More Than Yesterday 1. 初恋は何度でも - 作詞：神沢礼江／作曲：楠瀬誠志郎／編曲：伊藤銀次 2. 許してあげない - 作詞：田口俊／作曲：岩沢二弓／編曲：伊藤銀次 3. 気づかないで - 作詞：田口俊／作曲：松尾清憲／編曲：伊藤銀次 4. 口笛と雨傘 - 作詞：神沢礼江／作曲：KAN／編曲：伊藤銀次 5. 楽園行きのスロー・ボート - 作詞：神沢礼江／作曲：小森田実／編曲：伊藤銀次 6. ポロシャツで滑ろう - 作詞：田口俊／作曲：嶋田陽一／編曲：伊藤銀次 7. 週末のメッセージ - 作詞：高野祐／作曲：尾関祐司／編曲：伊藤銀次 8. Last Rain - 作詞：高野祐／作曲：羽場仁志／編曲：伊藤銀次 9. 空を飛んだ夢 - 作詞：田口俊／作曲：中村昭二／編曲：伊藤銀次 10. In The Moon Light - 作詞：田口俊／作曲・編曲：伊藤銀次 11. 気づかないで (Another Mix) - 作詞：田口俊／作曲：松尾清憲／編曲：伊藤銀次 12. BLUE CHRISTMAS (Acoustic Live Version) - 作詞：Billy Hayes／作曲：Jay Johnson／編曲：杉真理 & Chili Dogs 13. 恋の最終列車 (Acoustic Live Version) - 作詞・作曲：杉真理／編曲：杉真理 & Chili Dogs | オリコン最高順位 56位 |
| 1988年4月1日                         | CBSソニー                 | CD             | 32DH-5017  | More Than Yesterday 1. 初恋は何度でも - 作詞：神沢礼江／作曲：楠瀬誠志郎／編曲：伊藤銀次 2. 許してあげない - 作詞：田口俊／作曲：岩沢二弓／編曲：伊藤銀次 3. 気づかないで - 作詞：田口俊／作曲：松尾清憲／編曲：伊藤銀次 4. 口笛と雨傘 - 作詞：神沢礼江／作曲：KAN／編曲：伊藤銀次 5. 楽園行きのスロー・ボート - 作詞：神沢礼江／作曲：小森田実／編曲：伊藤銀次 6. ポロシャツで滑ろう - 作詞：田口俊／作曲：嶋田陽一／編曲：伊藤銀次 7. 週末のメッセージ - 作詞：高野祐／作曲：尾関祐司／編曲：伊藤銀次 8. Last Rain - 作詞：高野祐／作曲：羽場仁志／編曲：伊藤銀次 9. 空を飛んだ夢 - 作詞：田口俊／作曲：中村昭二／編曲：伊藤銀次 10. In The Moon Light - 作詞：田口俊／作曲・編曲：伊藤銀次 11. 気づかないで (Another Mix) - 作詞：田口俊／作曲：松尾清憲／編曲：伊藤銀次 12. BLUE CHRISTMAS (Acoustic Live Version) - 作詞：Billy Hayes／作曲：Jay Johnson／編曲：杉真理 & Chili Dogs 13. 恋の最終列車 (Acoustic Live Version) - 作詞・作曲：杉真理／編曲：杉真理 & Chili Dogs |                       |
| 1988年4月1日                         | CBSソニー                 | CT             | 28KH-5017  | More Than Yesterday 1. 初恋は何度でも - 作詞：神沢礼江／作曲：楠瀬誠志郎／編曲：伊藤銀次 2. 許してあげない - 作詞：田口俊／作曲：岩沢二弓／編曲：伊藤銀次 3. 気づかないで - 作詞：田口俊／作曲：松尾清憲／編曲：伊藤銀次 4. 口笛と雨傘 - 作詞：神沢礼江／作曲：KAN／編曲：伊藤銀次 5. 楽園行きのスロー・ボート - 作詞：神沢礼江／作曲：小森田実／編曲：伊藤銀次 6. ポロシャツで滑ろう - 作詞：田口俊／作曲：嶋田陽一／編曲：伊藤銀次 7. 週末のメッセージ - 作詞：高野祐／作曲：尾関祐司／編曲：伊藤銀次 8. Last Rain - 作詞：高野祐／作曲：羽場仁志／編曲：伊藤銀次 9. 空を飛んだ夢 - 作詞：田口俊／作曲：中村昭二／編曲：伊藤銀次 10. In The Moon Light - 作詞：田口俊／作曲・編曲：伊藤銀次 11. 気づかないで (Another Mix) - 作詞：田口俊／作曲：松尾清憲／編曲：伊藤銀次 12. BLUE CHRISTMAS (Acoustic Live Version) - 作詞：Billy Hayes／作曲：Jay Johnson／編曲：杉真理 & Chili Dogs 13. 恋の最終列車 (Acoustic Live Version) - 作詞・作曲：杉真理／編曲：杉真理 & Chili Dogs |                       |
| 2008年3月19日                        | GT music                  | CD（紙ジャケ） | MHCL-1291  | More Than Yesterday 1. 初恋は何度でも - 作詞：神沢礼江／作曲：楠瀬誠志郎／編曲：伊藤銀次 2. 許してあげない - 作詞：田口俊／作曲：岩沢二弓／編曲：伊藤銀次 3. 気づかないで - 作詞：田口俊／作曲：松尾清憲／編曲：伊藤銀次 4. 口笛と雨傘 - 作詞：神沢礼江／作曲：KAN／編曲：伊藤銀次 5. 楽園行きのスロー・ボート - 作詞：神沢礼江／作曲：小森田実／編曲：伊藤銀次 6. ポロシャツで滑ろう - 作詞：田口俊／作曲：嶋田陽一／編曲：伊藤銀次 7. 週末のメッセージ - 作詞：高野祐／作曲：尾関祐司／編曲：伊藤銀次 8. Last Rain - 作詞：高野祐／作曲：羽場仁志／編曲：伊藤銀次 9. 空を飛んだ夢 - 作詞：田口俊／作曲：中村昭二／編曲：伊藤銀次 10. In The Moon Light - 作詞：田口俊／作曲・編曲：伊藤銀次 11. 気づかないで (Another Mix) - 作詞：田口俊／作曲：松尾清憲／編曲：伊藤銀次 12. BLUE CHRISTMAS (Acoustic Live Version) - 作詞：Billy Hayes／作曲：Jay Johnson／編曲：杉真理 & Chili Dogs 13. 恋の最終列車 (Acoustic Live Version) - 作詞・作曲：杉真理／編曲：杉真理 & Chili Dogs | ボーナストラック入    |
|                                      |                           |                |            | |                       |
| 1989年11月21日                       | ハミングバード            | CD             | 32HD-7027  | Tender Love 1. つのる想い - 作詞・編曲：小西康陽／作曲：篠原太郎 2. Sugar Romance - 作詞：神沢礼江／作曲：和泉一弥／編曲：小西康陽 3. 春の陽射し - 作詞：浅田有理／作曲：新井正人／編曲：小西康陽 4. トーチ・ソング - 作詞：小西康陽／作曲：長谷川純也／編曲：小西康陽 5. ふたりのシルエット - 作詞：須藤薫／作曲：新井正人／編曲：小西康陽 6. 最後のD.P.E. - 作詞・作曲：児島由美／編曲：小西康陽 7. おねがいラヴァーマン - 作詞：神沢礼江／作曲：篠原太郎／編曲：小西康陽 8. 恋のマニュアル・ブック - 作詞：林勇／作曲：篠原太郎／編曲：小西康陽 9. 去年の夏 - 作詞：林勇／作曲・編曲：小西康陽 10. 冬のゴスペル - 作詞・編曲：小西康陽／作曲：篠原太郎 11. さよならYESTERDAY - 作詞・作曲：児島由美／編曲：小西康陽 | オリコン最高順位 86位 |
| 1989年11月21日                       | ハミングバード            | CT             | 28HT-7027  | Tender Love 1. つのる想い - 作詞・編曲：小西康陽／作曲：篠原太郎 2. Sugar Romance - 作詞：神沢礼江／作曲：和泉一弥／編曲：小西康陽 3. 春の陽射し - 作詞：浅田有理／作曲：新井正人／編曲：小西康陽 4. トーチ・ソング - 作詞：小西康陽／作曲：長谷川純也／編曲：小西康陽 5. ふたりのシルエット - 作詞：須藤薫／作曲：新井正人／編曲：小西康陽 6. 最後のD.P.E. - 作詞・作曲：児島由美／編曲：小西康陽 7. おねがいラヴァーマン - 作詞：神沢礼江／作曲：篠原太郎／編曲：小西康陽 8. 恋のマニュアル・ブック - 作詞：林勇／作曲：篠原太郎／編曲：小西康陽 9. 去年の夏 - 作詞：林勇／作曲・編曲：小西康陽 10. 冬のゴスペル - 作詞・編曲：小西康陽／作曲：篠原太郎 11. さよならYESTERDAY - 作詞・作曲：児島由美／編曲：小西康陽 |                       |
| 2008年2月20日                        | ワーナーミュージック      | CD（紙ジャケ） | WPCL-10457 | Tender Love 1. つのる想い - 作詞・編曲：小西康陽／作曲：篠原太郎 2. Sugar Romance - 作詞：神沢礼江／作曲：和泉一弥／編曲：小西康陽 3. 春の陽射し - 作詞：浅田有理／作曲：新井正人／編曲：小西康陽 4. トーチ・ソング - 作詞：小西康陽／作曲：長谷川純也／編曲：小西康陽 5. ふたりのシルエット - 作詞：須藤薫／作曲：新井正人／編曲：小西康陽 6. 最後のD.P.E. - 作詞・作曲：児島由美／編曲：小西康陽 7. おねがいラヴァーマン - 作詞：神沢礼江／作曲：篠原太郎／編曲：小西康陽 8. 恋のマニュアル・ブック - 作詞：林勇／作曲：篠原太郎／編曲：小西康陽 9. 去年の夏 - 作詞：林勇／作曲・編曲：小西康陽 10. 冬のゴスペル - 作詞・編曲：小西康陽／作曲：篠原太郎 11. さよならYESTERDAY - 作詞・作曲：児島由美／編曲：小西康陽 | ボーナストラック入    |
|                                      |                           |                |            | |                       |
| 1990年6月21日                        | ハミングバード            | CD             | HBCL-7030  | Continue 1. マンションの鍵貸します - 作詞：田口俊／作曲：嶋田陽一／編曲：京田誠一 2. Dear girl friend - 作詞：暮醐遊／作曲：小林明子／編曲：京田誠一 3. 真夜中のスコール - 作詞：田口俊／作曲：鈴木康博／編曲：京田誠一 4. 蒼い夏 - 作詞：南夏々子／作曲：岩沢二弓／編曲：京田誠一 5. 聞こえないさよなら - 作詞：須藤薫／作曲：小林明子／編曲：京田誠一 6. こころの休日 - 作詞：内藤綾子／作曲：岩沢幸矢／編曲：京田誠一 7. コンタクト・レンズの街角 - 作詞：田口俊／作曲：小林明子／編曲：京田誠一 8. Nose Gay - 作詞：内藤綾子／作曲：新井正人／編曲：京田誠一 9. Continue - 作詞：秋元康／作曲・編曲：林哲司 10. ミッドナイトにベイブリッジ - 作詞：秋元康／作曲・編曲：林哲司 | オリコン最高順位 96位 |
| 1990年6月21日                        | ハミングバード            | CT             | HBTL-7030  | Continue 1. マンションの鍵貸します - 作詞：田口俊／作曲：嶋田陽一／編曲：京田誠一 2. Dear girl friend - 作詞：暮醐遊／作曲：小林明子／編曲：京田誠一 3. 真夜中のスコール - 作詞：田口俊／作曲：鈴木康博／編曲：京田誠一 4. 蒼い夏 - 作詞：南夏々子／作曲：岩沢二弓／編曲：京田誠一 5. 聞こえないさよなら - 作詞：須藤薫／作曲：小林明子／編曲：京田誠一 6. こころの休日 - 作詞：内藤綾子／作曲：岩沢幸矢／編曲：京田誠一 7. コンタクト・レンズの街角 - 作詞：田口俊／作曲：小林明子／編曲：京田誠一 8. Nose Gay - 作詞：内藤綾子／作曲：新井正人／編曲：京田誠一 9. Continue - 作詞：秋元康／作曲・編曲：林哲司 10. ミッドナイトにベイブリッジ - 作詞：秋元康／作曲・編曲：林哲司 |                       |
| 2008年2月20日                        | ワーナーミュージック      | CD（紙ジャケ） | WPCL-10458 | Continue 1. マンションの鍵貸します - 作詞：田口俊／作曲：嶋田陽一／編曲：京田誠一 2. Dear girl friend - 作詞：暮醐遊／作曲：小林明子／編曲：京田誠一 3. 真夜中のスコール - 作詞：田口俊／作曲：鈴木康博／編曲：京田誠一 4. 蒼い夏 - 作詞：南夏々子／作曲：岩沢二弓／編曲：京田誠一 5. 聞こえないさよなら - 作詞：須藤薫／作曲：小林明子／編曲：京田誠一 6. こころの休日 - 作詞：内藤綾子／作曲：岩沢幸矢／編曲：京田誠一 7. コンタクト・レンズの街角 - 作詞：田口俊／作曲：小林明子／編曲：京田誠一 8. Nose Gay - 作詞：内藤綾子／作曲：新井正人／編曲：京田誠一 9. Continue - 作詞：秋元康／作曲・編曲：林哲司 10. ミッドナイトにベイブリッジ - 作詞：秋元康／作曲・編曲：林哲司 | ボーナストラック入    |
|                                      |                           |                |            | |                       |
| 1991年12月16日                       | ハミングバード            | CD             | HBCL-8003  | Winter Moon 1. LOVERS IN SNOW - 作詞：岩里祐穂／作曲：坂本洋／編曲：Murray Weinstock 2. WINTER MOON - 作詞：石川あゆ子／作曲・編曲：Murray Weinstock 3. 特別な一日 - 作詞：岩里祐穂／作曲：嶋田陽一／編曲：Murray Weinstock 4. WEDDING MONTH - 作詞：石川あゆ子／作曲：林哲司／編曲：Murray Weinstock 5. 12月16日 - 作詞：内藤綾子／作曲：Mike Dunn／編曲：Murray Weinstock 6. 夜のオアシス - 作詞：David Nichtern／日本語詞：岩里祐穂／作曲：David Nichtern／編曲：Murray Weinstock 7. ANGEL AT MY ROOM - 作詞：石川あゆ子／作曲：Mike Dunn／編曲：Murray Weinstock 8. 南の島からメリークリスマス - 作詞：安藤政廣・岩沢二弓／作曲：今井忍／編曲：京田誠一・小西康陽 9. BLUE SNOW MIDNIGHT - 作詞：内藤綾子／作曲：岩沢二弓／編曲：京田誠一 10. BIRDS - 作詞：大津あきら／作曲：岩沢幸矢／編曲：Murray Weinstock 11. 南の国からメリークリスマス - 作詞：安藤政廣／作曲：今井忍／編曲：小西康陽 12. 小さな奇跡 - 作詞：田口俊／作曲：大河明日香／編曲：重実徹 13. With You - 作詞：田口俊／作曲：大河明日香／編曲：重実徹 |                       |
| 2008年2月20日                        | ワーナーミュージック      | CD（紙ジャケ） | WPCL-10459 | Winter Moon 1. LOVERS IN SNOW - 作詞：岩里祐穂／作曲：坂本洋／編曲：Murray Weinstock 2. WINTER MOON - 作詞：石川あゆ子／作曲・編曲：Murray Weinstock 3. 特別な一日 - 作詞：岩里祐穂／作曲：嶋田陽一／編曲：Murray Weinstock 4. WEDDING MONTH - 作詞：石川あゆ子／作曲：林哲司／編曲：Murray Weinstock 5. 12月16日 - 作詞：内藤綾子／作曲：Mike Dunn／編曲：Murray Weinstock 6. 夜のオアシス - 作詞：David Nichtern／日本語詞：岩里祐穂／作曲：David Nichtern／編曲：Murray Weinstock 7. ANGEL AT MY ROOM - 作詞：石川あゆ子／作曲：Mike Dunn／編曲：Murray Weinstock 8. 南の島からメリークリスマス - 作詞：安藤政廣・岩沢二弓／作曲：今井忍／編曲：京田誠一・小西康陽 9. BLUE SNOW MIDNIGHT - 作詞：内藤綾子／作曲：岩沢二弓／編曲：京田誠一 10. BIRDS - 作詞：大津あきら／作曲：岩沢幸矢／編曲：Murray Weinstock 11. 南の国からメリークリスマス - 作詞：安藤政廣／作曲：今井忍／編曲：小西康陽 12. 小さな奇跡 - 作詞：田口俊／作曲：大河明日香／編曲：重実徹 13. With You - 作詞：田口俊／作曲：大河明日香／編曲：重実徹 | ボーナストラック入    |
|                                      |                           |                |            | |                       |
| 2012年3月21日 オリコン最高順位 220位 | TEICHIKU Continental Star | CD             | TECG-30062 | 恋愛同盟 ※ 編曲はすべて、嶋田陽一 1. 恋愛同盟 - 作詞：杉真理／作曲：杉真理・松尾清憲 2. Franky お願い - 作詞：杉真理／作曲：杉真理・松尾清憲 3. No Plan - 作詞：遠藤響子／作曲：平井夏美 4. COLOR THE WORLD - 作詞：杉真理／作曲：杉真理 5. My Favorite Songs - 作詞：田口俊／作曲：伊藤銀次 6. 涙のステップ - 作詞：有川正沙子／作曲：堀口和男・杉真理 7. 悲しき恋のマンデイ - 作詞：田口俊／作曲：杉真理 8. 心の中のプラネタリウム - 作詞：田口俊／作曲：杉真理 9. This Feeling - 作詞：杉真理／作曲：杉 真理 10. ウイスキーが、お好きでしょ - 作詞：田口俊／作曲：杉真理 |                       |

#### ベスト・アルバム
| 発売日             | レーベル                     | 規格         | 規格品番   | アルバム |
| ------------------ | ---------------------------- | ------------ | ---------- | --- |
| 1984年6月21日 53位 | CBS・ソニー                  | LP           | 28AH-1739  | Summer Holiday ※ 須藤薫本人が制作に参加した唯一の公式ベストアルバム 1. REMEMBER 2. 素敵なステディ 3. FOOLISH (渚のポストマン) 4. 恋のビーチ・ドライバー 5. LOVE AGAIN 6. 恋の最終列車 7. RAINY DAY HELLO 8. セカンド・ラブ 9. THE BLACKHOLE 10. いつかこの都会で 11. 悲しき恋のマンディ 12. 裸足のままで |
| 1998年5月21日      | CBS・ソニー                  | CD           | SRCL-4253  | Summer Holiday ※ 須藤薫本人が制作に参加した唯一の公式ベストアルバム 1. REMEMBER 2. 素敵なステディ 3. FOOLISH (渚のポストマン) 4. 恋のビーチ・ドライバー 5. LOVE AGAIN 6. 恋の最終列車 7. RAINY DAY HELLO 8. セカンド・ラブ 9. THE BLACKHOLE 10. いつかこの都会で 11. 悲しき恋のマンディ 12. 裸足のままで |
| 2013年5月22日      | Sony Music Direct ／GT music | Blu-spec CD2 | MHCL-30083 | Summer Holiday ※ 須藤薫本人が制作に参加した唯一の公式ベストアルバム 1. REMEMBER 2. 素敵なステディ 3. FOOLISH (渚のポストマン) 4. 恋のビーチ・ドライバー 5. LOVE AGAIN 6. 恋の最終列車 7. RAINY DAY HELLO 8. セカンド・ラブ 9. THE BLACKHOLE 10. いつかこの都会で 11. 悲しき恋のマンディ 12. 裸足のままで |
| 1985年4月1日 63位  | CBS・ソニー                  | LP           | 28AH-1841  | Tear-drops Calendar ※ 須藤薫の引退後「Summer Holiday」の続編として制作されたベストアルバム 1. あなただけI LOVE YOU 2. フロントガラス越しに 3. エイミーの卒業 4. 花いちめん夢いっぱい (伊勢丹CM Version) 5. 緑のスタジアム 6. 雨の遊園地 7. この恋に夢中 8. 最後の夏休み 9. 思い出のスクール・ラブ 10. やさしい嘘つき 11. さよならはエスカレーターで 12. クリスマスの扉 13. 涙のステップ |
| 1998年5月21日      | CBS・ソニー                  | CD           | SRCL-4254  | Tear-drops Calendar ※ 須藤薫の引退後「Summer Holiday」の続編として制作されたベストアルバム 1. あなただけI LOVE YOU 2. フロントガラス越しに 3. エイミーの卒業 4. 花いちめん夢いっぱい (伊勢丹CM Version) 5. 緑のスタジアム 6. 雨の遊園地 7. この恋に夢中 8. 最後の夏休み 9. 思い出のスクール・ラブ 10. やさしい嘘つき 11. さよならはエスカレーターで 12. クリスマスの扉 13. 涙のステップ |
| 2013年5月22日      | Sony Music Direct ／GT music | Blu-spec CD2 | MHCL-30084 | Tear-drops Calendar ※ 須藤薫の引退後「Summer Holiday」の続編として制作されたベストアルバム 1. あなただけI LOVE YOU 2. フロントガラス越しに 3. エイミーの卒業 4. 花いちめん夢いっぱい (伊勢丹CM Version) 5. 緑のスタジアム 6. 雨の遊園地 7. この恋に夢中 8. 最後の夏休み 9. 思い出のスクール・ラブ 10. やさしい嘘つき 11. さよならはエスカレーターで 12. クリスマスの扉 13. 涙のステップ |
| 1986年4月21日      | CBS・ソニー                  | CD           | 30DH-413   | BEST COLLECTION 1. 裸足のままで 2. 噂のふたり 3. 涙のランデブー 4. セカンド・ラブ 5. 涙のステップ 6. あなただけ I LOVE YOU 7. 思い出のスクールラブ 8. 恋のビーチドライバー 9. The Black Hole 10. FOOLISH（渚のポストマン） 11. LOVE AGAIN 12. やさしい都会 13. さよならはエスカレーターで 14. 花いちめん夢いっぱい 15. 遥かなる肖像 |
| 1993年10月1日      | Sony Music Direct ／GT music | CD           | SRCL-2719  | BEST COLLECTION 1. 裸足のままで 2. 噂のふたり 3. 涙のランデブー 4. セカンド・ラブ 5. 涙のステップ 6. あなただけ I LOVE YOU 7. 思い出のスクールラブ 8. 恋のビーチドライバー 9. The Black Hole 10. FOOLISH（渚のポストマン） 11. LOVE AGAIN 12. やさしい都会 13. さよならはエスカレーターで 14. 花いちめん夢いっぱい 15. 遥かなる肖像 |
| 2002年2月20日      | Sony Music Direct ／GT music | CD           | MHCL-72    | DREAM PRICE 1000／あなただけ I LOVE YOU 1. あなただけI LOVE YOU 2. REMEMBER 3. 恋のビーチ・ドライバー 4. THE BLACKHOLE 5. 涙のステップ 6. 心の中のプラネタリウム |
| 2007年11月21日     | Sony Music Direct ／GT music | CD           | MHCL-1216  | POP 'ROUND THE WORLD ※ 須藤薫&杉真理名義のシングル曲などを全て収録したベストアルバム 1. Moment 2. ロマンティック天国 3. I WISH 4. 君の物語 5. さよなら Happy Tears 6. お聞きローズマリー (アコースティック・ヴァージョン) 7. クラブ・ロビーナ 8. Winter a Go-GO 9. 最後のデート 〜Last Rendezvous〜 10. Forever Young 11. ぼくのOKUSAN (杉真理) 12. Winter a Go-GO (Live Version) 13. 恋のひとこと (SOMETHING STUPID） (Live Version) 14. I need her hero (Live Version) 15. I WISH (Live Version) |
| 2013年5月22日      | Sony Music Direct ／GT music | CD           | MHCL-2272  | GOLDEN☆BEST 須藤薫 シングル・コレクション CD:1 1. やさしい都会 2. 卒業 3. LOVE AGAIN 4. 恋に落ちよう 5. FOOLISH(渚のポストマン) 6. WOW WOW トレイン 7. THE BLACK HOLE 8. やさしい嘘つき 9. 恋のビーチ・ドライバー 10. 悲しみのジューク・ハウス 11. 思い出のスクール・ラブ 12. 花いちめん夢いっぱい 13. あなただけ I LOVE YOU 14. 涙のマイ・ボーイ 15. 涙のステップ 16. 緑のスタジアム 17. セカンド・ラブ 18. さよならはエスカレーターで 19. 涙のランデブー 20. 悲しき恋のマンデイ CD:2 1. 噂のふたり 2. LITTLE SHORT ON LOVE 3. 裸足のままで 4. 遥かなる肖像 5. つのる想い 6. さよならYESTERDAY 7. Continue 8. ミッドナイトにベイブリッジ 9. 南の島からメリークリスマス 10. BLUE SNOW MIDNIGHT 11. 小さな奇跡 12. With You 13. LONELY DECEMBER(ボーナストラック) 14. 8月生まれ(ボーナストラック) 15. ロマンティック天国(ボーナストラック) 16. 君の物語(ボーナストラック) 17. I WISH(ボーナストラック) 18. Forever Young(ボーナストラック) |

#### オムニバス・アルバム
| 発売日               | レーベル                     | 規格           | 規格品番  | アルバム | 備考                 |
| -------------------- | ---------------------------- | -------------- | --------- | --- | -------------------- |
| 1982年10月1日 11位   | CBS・ソニー／NIAGARA         | LP             |           | NIAGARA CM SPECIAL Vol.2 03.Lemon Shower（作詞：糸井重里／作曲・編曲：大瀧詠一） |                      |
| 1986年11月21日 29位  | CBS・ソニー                  | LP             |           | Winter Lounge 03.LONELY DECEMBER（作詞：田口俊／作曲：杉真理／編曲：京田誠一） 14.かってなバイブル (Live ver.、Bonus Track)（作詞：小泉亮／作曲：杉真理／編曲：杉真理 & Chili Dogs）      |                      |
| 2002年11月20日 267位 |                              | CD             |           | Winter Lounge 03.LONELY DECEMBER（作詞：田口俊／作曲：杉真理／編曲：京田誠一） 14.かってなバイブル (Live ver.、Bonus Track)（作詞：小泉亮／作曲：杉真理／編曲：杉真理 & Chili Dogs）      |                      |
| 2008年11月19日       | Sony Music Direct ／GT music | CD（紙ジャケ） | MHCL-1442 | Winter Lounge 03.LONELY DECEMBER（作詞：田口俊／作曲：杉真理／編曲：京田誠一） 14.かってなバイブル (Live ver.、Bonus Track)（作詞：小泉亮／作曲：杉真理／編曲：杉真理 & Chili Dogs）      | ボーナス・トラック入 |
| 1987年6月11日 28位   | CBS・ソニー                  | LP             |           | Summer Lounge 06.8月生まれ（作詞：田口俊／作曲：伊藤銀次／編曲：京田誠一） |                      |
| 2007年8月22日        | Sony Music Direct ／GT music | CD（紙ジャケ） | MHCL-1138 | Summer Lounge 06.8月生まれ（作詞：田口俊／作曲：伊藤銀次／編曲：京田誠一） |                      |
| 1993年               | 獨協大学                     | CD             |           | いつか - いつか（作詞：嶋崎千秋・小椋佳／作曲：小椋佳／編曲：村田和人） |                      |
| 1999年9月25日        | VYBE MUSIC/PLANETS           | CD             | VLCD-0016 | LA LA MEANS I LOVE YOU〜ララは愛の言葉〜 - わたし（作詞・作曲：大瀧詠一／編曲：鈴木慶一）                                                                                                 |                      |
| 2011年4月13日        | Sony Music Direct ／GT music | CD             | MHCL-1872 | ISETAN Songs Collection 1972-1986 14.花いちめん春いっぱい（作詞：山川啓介／作曲：杉真理／編曲：松任谷正隆） 16.アップル畑であいましょう（作詞：山川啓介／作曲：杉真理／編曲：松任谷正隆） |                      |

## 参加作品
- 松任谷由実『SURF&SNOW』(1980年)...「サーフ天国、スキー天国」他コーラス
- ローレライ『テレフォン・ゲーム』(1981年)...「「卒業」のあとで」デュエット
- ローレライ『テレフォン・ゲーム』(1981年)...「涙のサマーブリーズ」コーラス
- 杉真理『OVERLAP』(1982年)...「Teardrops Are Falling」コーラス
- 松田聖子『Pineapple』(1982年)...「渚のバルコニー」コーラス
- 白石まるみ『風のスクリーン』(1982年)...コーラス
- 松任谷由実『REINCARNATION』(1983年)...コーラス
- 上田正樹『AFTER MIDNIGHT』(1983年)...「ピュアマインド」デュエット
- 上田正樹『HUSKY』(1983年)...「レゲエであの娘を寝かせたら」コーラス
- 松田聖子『Canary』(1983年)...「瞳はダイアモンド」「蒼いフォトグラフ」コーラス
- 桐ケ谷仁『JIN』(1983年)...「LIGHT＆SHADE」コーラス
- 松任谷由実『NO SIDE』(1984年)...コーラス
- 杉真理『WORLD OF LOVE』(1992年)...「夏休みの宿題」コーラス
- 大江千里『六甲おろしふいた』(1992年)...「代々木上原の彼女」コーラス
- 日髙のり子『未来への翼 』(1995年)...「虹の彼方」コーラス
- N・A・T『愛は永遠に』（1996年）...「雨の日と月曜日は」「オンリー・イエスタデイ」「愛のプレリュード」ヴォーカル
- オムニバス『Asian Paradise』（1998年）...「Asian Paradise」
- 杉真理『POP MUSIC』(2001年)...「I need her hero」コーラス
- 杉真理『LOVE MIX』(2002年)...「太陽が知ってる」「Love like a Xmas day」コーラス
- 杉真理『魔法の領域』(2008年)...「Welcome Home」コーラス・ハンドクラッピング
- 杉真理『WORLD OF LOVE』(再発売盤)(2008年)...「That's my job(Live Version)」(Bonus Track)コーラス
- 杉真理『Wonderful Life』(再発売盤)(2008年)...「This Feeling(Live Version)」(Bonus Track)ヴォーカル